# توم بورلاند
توم بورلاند (بالإنجليزية: Tom Borland) هو لاعب كرة قاعدة أمريكي، ولد في 14 فبراير 1933 في إلدورادو في الولايات المتحدة، وتوفي في 2 مارس 2013 في ستيلووتر في الولايات المتحدة.

## وصلات خارجية
- توم بورلاند على موقعبيزبول رفرنس.كوم (الدوري الرئيسي) (الإنجليزية)
- توم بورلاند على موقعبيزبول رفرنس.كوم (الدوري الثانوي) (الإنجليزية)
- توم بورلاند على موقع مشجعي الرسوم البيانية (الإنجليزية)